# Dynamine albidula
Dynamine albidula är en fjärilsart som beskrevs av Archibald C. Weeks 1901. Dynamine albidula ingår i släktet Dynamine och familjen praktfjärilar. Inga underarter finns listade i Catalogue of Life.